# La Chaux-de-Fonds (distrikt)
La Chaux-de-Fonds var ett distrikt i kantonen Neuchâtel i västra Schweiz och gränsande till Frankrike. Det upphörde, liksom övriga distrikt i kantonen, den 31 december 2017.

## Geografi

### Indelning
La Chaux-de-Fonds var indelat i 3 kommuner:
- La Chaux-de-Fonds
- Les Planchettes
- La Sagne